# Amundsens Fram-Expedition

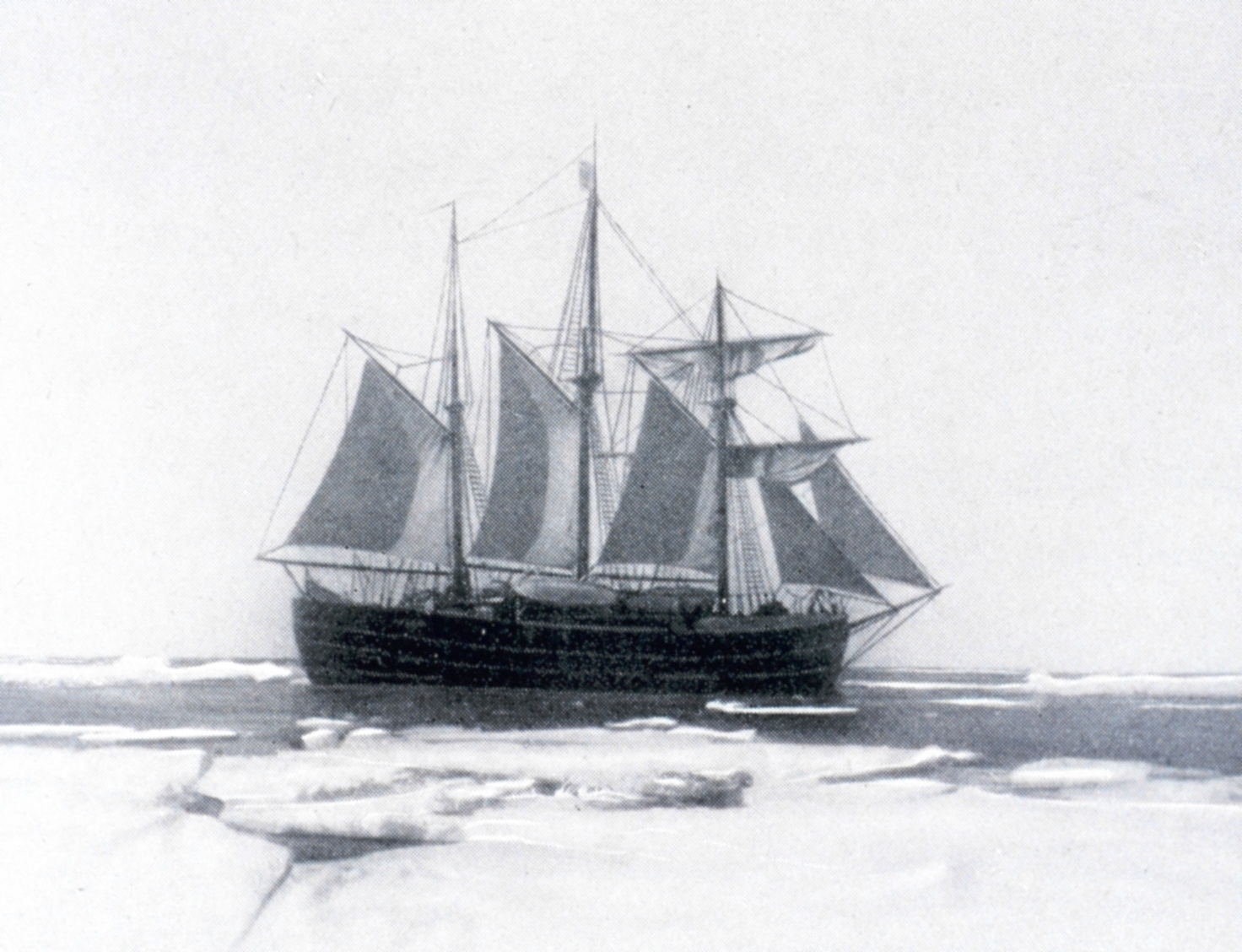
Die Fram im Drifteis

Die Fram-Expedition (1910–1912) unter der Leitung des norwegischen Polarforschers Roald Amundsen war eine Forschungsreise in die Antarktis mit dem Ziel, erstmals den geografischen Südpol zu erreichen. Amundsen fuhr mit der Fram, die bereits zweimal zuvor bei Expeditionen in die Arktis eingesetzt worden war, in die Bucht der Wale, wo er Ausrüstung und Hunde an Land brachte und sein Winterquartier aufschlug. Von dort zog er per Hundeschlitten von seiner Basis Framheim aus zum Südpol, den er am 14. Dezember 1911 35 Tage vor seinem Konkurrenten Robert Falcon Scott von der britischen Terra-Nova-Expedition erreichte. Damit hatte er das „Rennen um den Pol“ gewonnen.
Die Expedition sollte zunächst in die arktischen Gewässer führen, um den Nordpol zu erreichen; als Amundsen jedoch im Herbst 1909 erfuhr, dass sowohl Frederick Cook als auch Robert Edwin Peary beanspruchten, den Pol erreicht zu haben, änderte er das Ziel, worüber Geldgeber und Öffentlichkeit erst nach seiner Abreise informiert wurden.

## Hintergrund

### Vorgängerexpeditionen

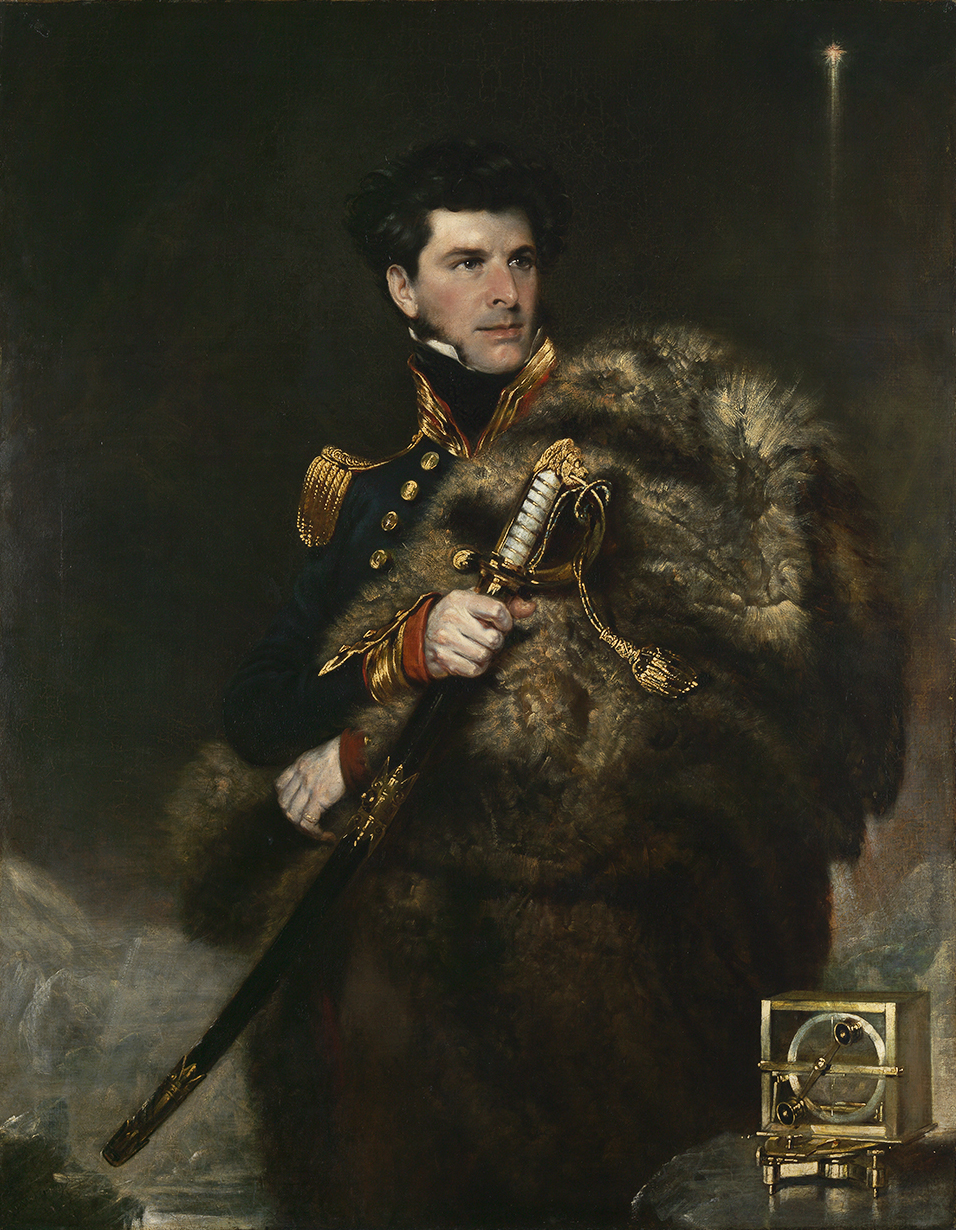
James Clark Ross

Das Rossmeer war traditionell das Arbeitsgebiet der britischen Antarktisexpeditionen gewesen. Begründet wurde diese Tradition durch James Clark Ross, der zwischen 1839 und 1843 mit den Schiffen Erebus und Terror drei Reisen in die Antarktis unternahm, dabei weiter nach Süden vorstieß als je ein Mensch zuvor, viele topografische Gegebenheiten entdeckte und teilweise auch benannte, darunter das Rossmeer selbst, die Ross-Insel, die Great Ice Barrier sowie die Bucht der Wale, das Ausgangslager der Fram-Expedition. Fortgesetzt wurde Ross’ Tradition durch die Discovery-Expedition von 1901 bis 1904, die erste britische Antarktisexpedition seit Ross und damit des sogenannten „Heldenzeitalters der Antarktisforschung“, die Nimrod-Expedition sowie die Terra-Nova-Expedition, die Amundsens Hauptkonkurrenz bei der Ersterreichung des Südpols war.
Ab 1895 gab es in diesem Gebiet jedoch auch norwegische Aktivitäten. In diesem Jahr landete nämlich die Antarctic, ein norwegisches Walfangschiff, kurz am Kap Adare an, dem Nordzipfel Viktorialands. Ein Mitglied dieser Landungsgruppe, der Norweger Carsten Egeberg Borchgrevink, reiste darauf auf eigene Kosten zum Sechsten Internationalen Geografenkongress nach London und bot sich als Leiter einer Expedition an, die als erste auf dem antarktischen Kontinent überwintern sollte. Er überzeugte die Teilnehmer des Kongresses – auch durch mitgebrachte Moosproben, die das Leben unter der antarktischen Eisdecke bewiesen – und erweckte damit das Interesse an einer wissenschaftlichen Erforschung der Antarktis neu. Im Frühjahr 1898 bot ihm der Verleger George Newnes (1851–1910) an, seine Expedition im Gegenzug für einen packenden Erlebnisbericht zu finanzieren. Diese Expedition, die Southern-Cross-Expedition, überwinterte erstmals in der Antarktis und stieß auf dem Ross-Schelfeis 70 Kilometer weit nach Süden vor. Borchgrevink zeigte, dass die Ice Barrier nicht nur als Hindernis, sondern auch als Weg in den Süden betrachtet werden könne, zudem bewies er den Nutzen von Hunden und Skiern auch in der Antarktis. Die Expedition war bereits ganz nach der neuen „norwegischen Schule der Polarforschung“ ausgerüstet.
Diese „neue Schule“ war zehn Jahre zuvor von Fridtjof Nansen begründet worden, als er im Sommer 1888 Grönland von Osten nach Westen durchquerte und dabei nicht nur die norwegische Polarforschung begründete und zur Identifikationsfigur vieler Norweger wurde, sondern auch neue Wege in der Technik eröffnete. Anstelle der herkömmlichen schweren Schlitten setzte er leichtere Modelle ein, die auf Skiern liefen. Ebenso erkannte er die Notwendigkeit, eigene Kleider, Zelte und Kochausrüstungen zu entwickeln, und stellte erstmals die Nahrung nach wissenschaftlichen Gesichtspunkten zusammen. Bedeutung hatten auch Hunde, geringes Gewicht der Ausrüstung und Beweglichkeit der Mannschaft im Gelände. Kernstück der Polarforschung aber war nun der Einsatz von Skiern, wofür Norweger beste Voraussetzungen mitbrachten, da das Skifahren als Fortbewegungsmittel seit Jahrtausenden Bestandteil der Kultur der skandinavischen Völker war – das Wort Ski stammt aus dem Altnorwegischen. Auf den jungen Roald Amundsen machte diese Expedition so großen Eindruck, dass er 1903 mit der Gjøa auf eine eigene Expedition aufbrach, die ihn als ersten Menschen durch die gesamte Nordwestpassage führte. Diese Fahrt hatte insofern Einfluss auf die Fram-Expedition, als Amundsen hier die Grundlagen der Polarforschung, die er als Zweiter Steuermann auf der Belgica gelernt hatte, vertiefen und durch Inuit-Wissen ergänzen konnte. Während der Gjøa-Expedition machte Amundsen erste Erfahrungen im Umgang mit Hunden und Hundeschlitten und studierte die Techniken der Inuit, etwa Iglubau oder Herstellung von Kleidung.

### Fram-Expedition

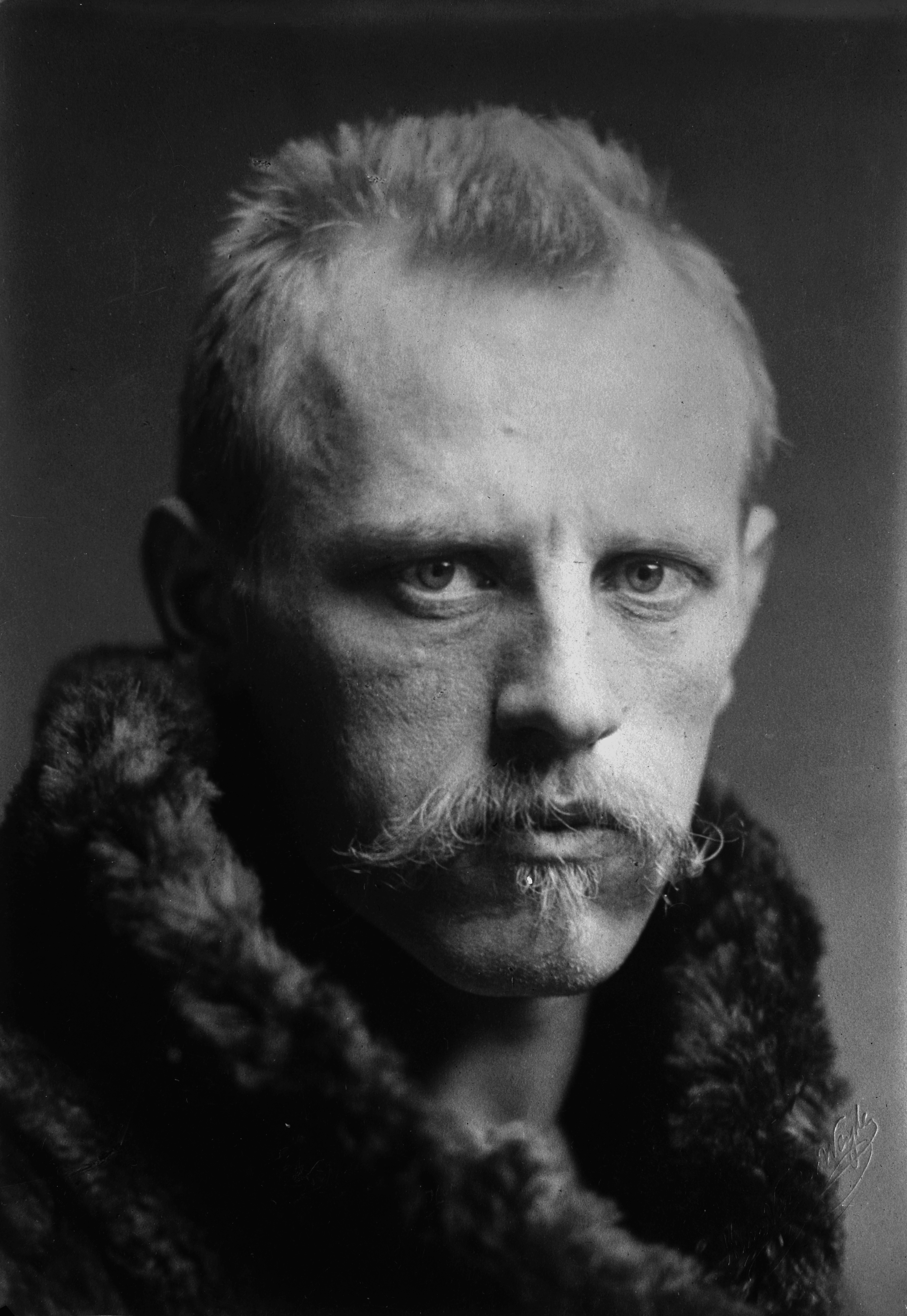
Fridtjof Nansen

Zurück in Norwegen begann Amundsen mit der Planung einer Expedition ins Nordpolarbecken, bei der er sich vier oder fünf Jahre lang im Eis eingeschlossen treiben lassen und dabei den noch unentdeckten Nordpol erreichen wollte. Letzteres war, so vermutet Huntford, sein Hauptziel, während die wissenschaftliche Erforschung des Nordpolarbeckens vorgeschoben wurde, um mehr Spendengelder zu erhalten. Zu diesem Zweck erbat er sich von Fridtjof Nansen die Fram. Dieses Schiff war zwar Staatseigentum, da Nansen aber die erste Instanz der Polarforschung in Norwegen war und selbst noch Hoffnungen auf eine letzte Expedition hegte, hielt Amundsen es für nötig, sein Vorbild um die Freigabe zu bitten, die Nansen ihm auch gewährte. Am 10. November 1908 gab er seinen Plan öffentlich bekannt, tags darauf erhielt er vom Königspaar bereits 20.000 Kronen. Nachdem das norwegische Parlament Amundsen eine teilweise Rückzahlung seiner Schulden von der Gjøa-Expedition bewilligt hatte, brach er in die Vereinigten Staaten auf, um durch eine Vortragsreise weitere Geldquellen zu erschließen. Anfang 1909 hatte Amundsen ein Viertel der notwendigen Gelder einwerben können, aber nun versiegten die Spenden. Am 6. Februar 1909 gewährte ihm das Storthing jedoch 75.000 Kronen und gestattete ihm, die Fram für seine Zwecke zu nutzen.
In der ersten Septemberwoche des Jahres 1909 erreichte Amundsen die Nachricht, dass sowohl Cook als auch Peary behaupteten, den Nordpol erreicht zu haben. Diese Behauptungen sind zwar heute umstritten, und nach der ersten Nachricht über Cooks Erfolg, die er am 1. September erhielt, sagte Amundsen noch, diese Nachricht werde seine Pläne in „gar keiner Weise“ beeinflussen. Doch die am 7. September erhaltene Mitteilung über Peary rüttelte ihn auf und veranlasste ihn zum Handeln. Er beschloss, seinen „ursprünglichen Plan um ein oder zwei Jahre zu verschieben, um in der Zwischenzeit zu versuchen, die noch immer fehlenden Gelder [für die anschließende Erforschung des Nordpolarbeckens] zu sammeln.“ Wann Amundsen diesen Entschluss fasste, ist nicht bekannt. Ein Brief, mit dem er Schlittenhunde aus Grönland nach Dänemark bestellte, beweist aber, dass er spätestens am 9. September feststand. Von der prestigeträchtigen Ersterreichung des Südpols versprach sich Amundsen verbesserte Möglichkeiten der Akquisition von Geldern für die „eigentliche“ Expedition zum Nordpol und eine Möglichkeit, einem Reputationsverlust vorzubeugen. „Wenn ich meinen Ruf als Forscher nicht verlieren wollte, musste ich auf die eine oder andere Weise einen spektakulären Sieg erringen.“ Er habe sich daher für ein neues Unternehmen entschieden.

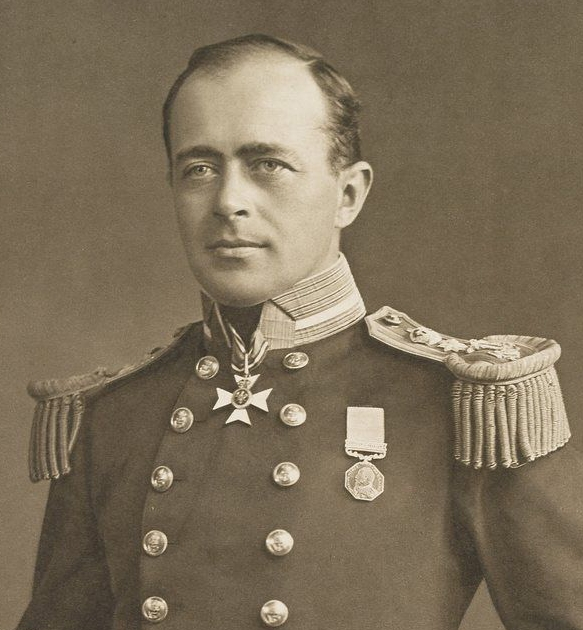
Robert F. Scott

Am 13. September erfuhr Amundsen, dass Robert Falcon Scott plante, im kommenden August zu einer eigenen Antarktisexpedition aufzubrechen. Am Tag darauf teilte Amundsen mit, dass der Start seiner Expedition auf den 1. Juli 1910 verschoben werde. Der vorgeschobene Grund war die angeblich verzögerte Lieferung des Dieselmotors; tatsächlich wurde wegen des geänderten Expeditionsziels Zeit für Sonderarbeiten benötigt.
Amundsens Planänderung wurde noch immer geheim gehalten, denn er wollte den Vorteil des Wissens um Konkurrenz nicht mit Scott teilen. Zum einen war ihm Scott persönlich unsympathisch, zum anderen spielten nationale Interessen eine Rolle, da der Prestigeerfolg gegenüber dem britischen Empire spektakulär gewesen wäre. Amundsen hielt seine Pläne auch deshalb geheim, weil er fürchtete, die norwegische Regierung könnte seine Expedition untersagen. Ein Konkurrenzkampf um prestigeträchtige Ziele mit Großbritannien war politisch nicht opportun. Außerdem fürchtete Amundsen, Nansen könnte ihm den Gebrauch der Fram untersagen. Nansens Frau war inzwischen gestorben und er war nicht mehr norwegischer Konsul in London, somit hätte er seine zurückgestellten Expeditionspläne wieder aufnehmen können. Amundsen nahm auch an, dass das Storthing und private Geldgeber die Expedition verhindern könnten. Ein weiterer, eher taktischer Beweggrund war, dass Scott bei Bekanntwerden eines ausländischen Rivalen wahrscheinlich zusätzliche Geldmittel erhalten hätte. Zweifel an der Fairness seines Vorgehens hatte er nicht. Amundsen schätzte die Terra-Nova-Expedition als von seiner eigenen Expedition völlig verschieden ein, denn ihm selbst gehe es vorrangig um wissenschaftliche Ziele und das Erreichen des Südpols sei nur nebensächlich. Eine öffentliche Bekanntgabe von Amundsens Plänen hätte seiner Darstellung zufolge deshalb kaum Einfluss auf Scotts Planung haben können. Andere Expeditionen, die sich zu dieser Zeit in der Antarktis befanden, hatten ohnehin nicht das Ziel, den Südpol zu erreichen (siehe Liste von Antarktisexpeditionen). Amundsen informierte nur zwei Personen von seinem Entschluss: seinen Bruder, der nach Amundsens Abfahrt von Madeira an die Öffentlichkeit gehen sollte, und Thorvald Nilsen, der als Schiffsmeister und Kapitän der Fram das wahre Ziel der Expedition für seine Vorbereitungen kennen musste.

## Personal

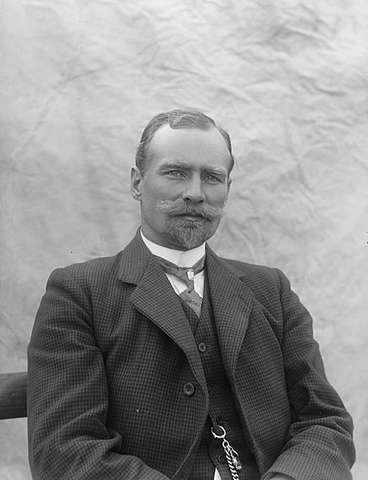
Sverre Hassel (1912)

Bei der Auswahl der Mannschaftsmitglieder achtete Amundsen auf verschiedene persönliche Aspekte, darunter Einbettung ins soziale Umfeld, Erfolg im Arbeitsbereich, der mit der Polarfahrt zu tun haben musste, Neugier und Tatkraft. Gefühle schaltete er, so Huntford, bei der Auswahl gänzlich aus. Neben fachlichen Qualitäten wie möglichst großer Erfahrung in der Polarforschung, der Beherrschung des Skifahrens und der Führung von Hundeschlitten verlangte er, dass seine Männer an Einsamkeit und harte Arbeit im Freien gewöhnt waren.
Amundsen erhielt viele Bewerbungen. Als stellvertretenden Kommandanten wählte er zunächst Ole Engelstad (1876–1909) aus, einen Fregattenkapitän der norwegischen Marine. Beim Testen eines Drachens wurde Engelstad jedoch von einem Blitz getroffen und kam ums Leben; Thorvald Nilsen (1881–1940) rückte nach. Olav Bjaaland kam an Bord, nachdem er Amundsen zufälligerweise in Lübeck getroffen und im Gespräch über Expeditionen angedeutet hatte, er wolle auch gerne einmal an einer Expedition teilnehmen. Da Bjaaland ein ausgezeichneter Skifahrer sowie Schreiner war, nahm Amundsen ihn mit. Ein weiteres Mitglied der Expedition war Helmer Hanssen, der Amundsen bereits auf der Gjøa-Expedition begleitet hatte und den dieser als Hundeführer schätzte. Um einen guten Koch zu haben, stellte Amundsen auch Adolf Lindstrøm (1866–1939) ein, der ebenfalls auf der Gjøa mitgefahren war. Im Sommer 1909 lernte er Oscar Wisting kennen, einen Marinekanonier, der in der Werft in Horten auf der Fram arbeitete. Wisting war zwar kein allzu guter Skifahrer und hatte keine Erfahrung mit Hunden, doch er war anpassungsfähig, lernwillig und pragmatisch veranlagt – außerdem brauchte Amundsen Männer, die sich ihm ohne Schwierigkeiten unterordneten. Als Eislotsen heuerte er den Seehundefänger Andreas Beck an. Amundsen weigerte sich, einen Arzt mit auf die Expedition zu nehmen. Er hätte gerne seinen Vertrauensmann und Agenten in Tromsø dabei gehabt, den Apotheker Fritz Zapffe, doch da dieser nicht teilnehmen konnte, schickte er den zweiten Steuermann Gjertsen und Wisting zu zahnheilkundlichen und chirurgischen Kurzlehrgängen.
Im Herbst 1908 erhielt Amundsen ein Bewerbungsschreiben von Hjalmar Johansen, der mit Nansen in der Arktis gewesen und ein guter Hundeführer war. Allerdings war er nach der Expedition mit Nansen zum Alkoholiker geworden. Außerdem fürchtete Amundsen, der ältere Johansen, der besser Ski laufen konnte und sehr ehrgeizig war, könnte seine Autorität bedrohen. Da Johansen Nansen aber in der Arktis das Leben gerettet hatte, bestand Letzterer darauf, dass Amundsen ihn mitnehme, und Amundsen musste sich fügen.

## Vorbereitungen

### Finanzierung und Ausrüstung
Am 9. Februar 1909 beschloss das Storthing, Amundsen für die Expedition die Fram zu leihen und eine Summe von 75.000 Norwegischen Kronen für die nötigen Reparaturen und Verbesserungen bereitzustellen, außerdem hatte es bereits einige der Schulden Amundsens von der Gjøa-Expedition zurückgezahlt. Viele Firmen spendeten Güter, auch die norwegische Marine stellte Ausrüstungsgegenstände zur Verfügung. Weitere Geldmittel wurden vom Königspaar (20.000 Kronen) und von Privatleuten zur Verfügung gestellt, deren prominentester Don Pedro Christophersen war. Der in Argentinien lebende Norweger kam für sämtliche Kosten während des Aufenthalts der Fram in Südamerika auf.
Nach dem Bekanntwerden der Ansprüche Cooks und Pearys auf das Erreichen des Nordpols versiegten die Geldquellen. Auch das Storthing lehnte eine Aufstockung der Mittel Amundsens um weitere 25.000 Kronen ab. Amundsen sah sich einem Defizit von 150.000 Kronen gegenüber. Er kümmerte sich allerdings nicht besonders um einen ausgeglichenen Haushaltsplan, denn er wusste, wenn er den Südpol erreichte, würde alles vergeben sein. So nahm er Kredite auf, wo er sie bekommen konnte und belastete etwa sein eigenes Haus mit einer Hypothek über 25.000 Kronen.
Um eine ausreichende Anzahl an Schlittenhunden zu bekommen, reiste Amundsen nach Kopenhagen, wo er von der Königlichen Grönland-Handelsgesellschaft 100 Grönlandhunde kaufte, die im Juli 1910 nach Dänemark geliefert werden sollten. Amundsen war überzeugt, dass Hunde Ponys (dem Haupttransportmittel Scotts) überlegen seien.
Die mitgenommene Fertigteilhütte, die 7,8 Meter lang und 3,9 Meter breit war, wurde auf Amundsens Grundstück in Norwegen gebaut und später Teil für Teil wieder eingepackt, um in der Antarktis wieder aufgestellt zu werden. Sie hatte zwei Räume, von denen einer als Küche diente und einer als Schlaf-, Ess- und Wohnzimmer. Darüber befand sich ein Dachboden zur Aufbewahrung von Vorräten. Die Schlitten der Küstengruppe waren 3,6 Meter lang und wogen zunächst 165 Pfund, bevor ihr Gewicht im Lauf des Winters auf durchschnittlich 53 Pfund reduziert werden konnte. Die Skier wurden aus Hickoryholz gefertigt, das elastisch und hart ist. Die Länge betrug 1,8 Meter.

### Ziele und Plan

Route der Expeditionen Scotts und Amundsens

Amundsen versuchte, sich sämtliche verfügbare Literatur zu beschaffen, und erarbeitete in Verbindung mit seinen eigenen Polarerfahrungen einen genauen Plan.
Das Hauptziel war das Erreichen des Südpols, die Wissenschaft spielte nur eine Nebenrolle. Dennoch plante Amundsen, unterwegs so viele Messungen wie möglich vorzunehmen, vor allem meteorologischer Natur. Außerdem sollte die Fram im Atlantik ausgedehnte ozeanografische Messungen vornehmen, die Amundsen mit Bjørn Helland-Hansen plante und als Vorwand benutzte, bereits in Norwegen an Bord der Fram gehen zu können anstatt, wie zuvor verlautbart, erst in San Francisco.
Die Fram sollte nach Amundsens Planungen bis Mitte August in Norwegen auslaufen und als einzigen Zwischenhalt Madeira ansteuern. Von dort aus sollte sie ums Kap der Guten Hoffnung fahren und ins Rossmeer zur „Great Ice Barrier“ vorstoßen, die um den 15. Januar erreicht werden sollte. An der Bucht der Wale sollten ungefähr zehn Männer als Küstengruppe abgesetzt werden und eine Basis errichten, während die Fram nach Buenos Aires zurückkehren und Messungen im Atlantik vornehmen sollte. Im Oktober sollte sie nach Süden zurückkehren und die Küstengruppe wieder abholen.
Diese Gruppe sollte in der Zwischenzeit, sobald die Hütte aufgestellt und die Vorräte an Land gebracht worden waren, Lebensmittel und Brennstoff so weit südlich wie möglich in Depots einlagern. Mit dem Ende dieser Tätigkeit wäre der Winter gekommen, der damit verbracht werden sollte, an der Ausrüstung zu arbeiten. Im nächsten Frühling sollte die Basis so früh wie möglich wieder verlassen werden, um vor Scott am Südpol anzukommen. Amundsen wollte von der Bucht der Wale aus direkt nach Süden fahren und nach Möglichkeit immer demselben Meridian folgen.
Die Bucht der Wale wurde aus mehreren Gründen als Lagerort ausgewählt. Einerseits lag sie weiter südlich als jeder andere mit dem Schiff erreichbare Punkt der Barriere, was für die folgende Schlittenfahrt von Bedeutung war, da fast zehn Prozent der Strecke eingespart werden konnten, andererseits konnte Amundsen von hier aus die Bedingungen und die Oberfläche, mit denen er es zu tun haben würde, vorher kennenlernen. Zusätzlich lebten in der Bucht der Wale laut Ross’ und Shackletons vorhergehenden Berichten viele Robben und Pinguine, sodass der Nahrungsnachschub stets gesichert war. Auch für die meteorologischen Beobachtungen auf der Barriere stellte die Bucht einen günstigen Ort dar, da umliegendes Land keinen Einfluss auf die Bedingungen ausüben konnte. Zuletzt war der Ort mit dem Schiff gut zugänglich. Es wurde generell angenommen, dass die Barriere auf dem Wasser schwimme, was auch durch Shackletons Bericht von starken Eisabbrüchen bestätigt wurde. Amundsen kam jedoch zum Schluss, dass sie auf einem Fundament wie kleinen Inseln oder Schären ruhen müsse, da die Umgebung der Bucht der Wale seit Ross’ Expedition von 1843/44 im Großen und Ganzen unverändert geblieben war. Amundsens Ergebnis war zutreffend, auch wenn seine Begründung nicht zutraf. Er sah sich zwar bestätigt, doch ist heute erwiesen, dass die Barriere ein Schelfeis ist und somit auf dem Wasser schwimmt und über einen Gletscher mit dem Land verbunden ist. Die Stabilität der Bucht ist durch die Lage im Windschatten der Roosevelt-Insel bedingt. 1928 war das Lager verschwunden und ist vermutlich mit einem Eisberg von der Schelfeistafel abgebrochen.

### DieFram
Die Fram (norwegisch „Vorwärts“) wurde 1892 von Colin Archer als ein Schiff gebaut, das dem arktischen Packeis widerstehen konnte. Der dreimastige Schoner hatte sich bereits mehrfach bewährt; Fridtjof Nansen und Otto Sverdrup hatten das Schiff auf ihren Arktisexpeditionen genutzt. Die Fram ist 39 Meter lang und elf Meter breit und besitzt ein Volumen von 807 Brutto- und 440 Nettoregistertonnen.
Am 9. März 1909 bat Amundsen die Marinewerft in Horten, das Schiff zu reparieren und die nötigen Änderungen auszuführen. Die wichtigste Änderung war, die Dampfmaschine durch einen 180-PS-Dieselmotor zu ersetzen. Damit war die Fram das erste Polarschiff mit Dieselmotor, was einerseits für das Manövrieren zwischen den Eisschollen praktisch, andererseits auch mit einer Personalersparnis verbunden war – ein Mann genügte zur Bedienung.

## Expedition
| Ereignis                      | Datum              |
| ----------------------------- | ------------------ |
| Aufbruch aus Norwegen         | 09. August 1910    |
| Ankunft in der Bucht der Wale | 14. Januar 1911    |
| Die Fram verlässt Framheim    | 15. Februar 1911   |
| Ende der Depotfahrten         | 11. April 1911     |
| Fehlstart                     | 08. September 1911 |
| Beginn der Südreise           | 20. Oktober 1911   |
| Ankunft am Pol                | 14. Dezember 1911  |
| Fram zurück in Framheim       | 08. Januar 1912    |
| Ende der Südreise             | 26. Januar 1912    |
| Ankunft in Hobart, Australien | 07. März 1912      |

### Von Norwegen in die Antarktis
Die Fram lag seit der Beendigung der Reparaturen im Mai 1910 in Christiania vor Anker, um bis Anfang Juni beladen zu werden. Am 3. Juni stach man in See. Das erste Ziel war Amundsens Haus, um die Fertigteilhütte einzuladen. Am 7. Juni lichtete die Fram erneut die Anker. Bevor sie endgültig in Richtung Antarktis aufbrach, sollte sie zuvor eine Fahrt um die britischen Inseln herum und dann zurück nach Norwegen unternehmen. Der vorgebliche Zweck war, ozeanografische Untersuchungen vorzunehmen; es sollten jedoch eher Motor und Mannschaft der Fram geprüft werden. Die geplante Route musste wegen des schlechten Wetters und einer Motorpanne erheblich gekürzt werden; am 10. Juli lief man Bergen an, von wo aus man nach Kristiansand weiterfuhr. Hier wurden die letzten Güter wie Schlitten und Skier verladen, außerdem 97 Grönlandhunde. Jetzt wurden auch die Oberleutnants Gjertsen und Prestrud in den Plan, nach Süden zu fahren, eingeweiht. Sie zeigten sich begeistert. Am 9. August waren alle nötigen Vorbereitungen getroffen und die Fram brach nach Madeira auf. Johansens Tagebuch legt nahe, dass auf der Fahrt bald schlechte Stimmung aufkam, da die Mannschaft spürte, dass die Offiziere ihr etwas verheimlichten, und es auch um die Kameradschaft unter den Männern nicht sehr gut stand.
In Madeira, das das Schiff am 6. September erreichte, wurden die Vorräte ergänzt, namentlich der Vorrat an Frischwasser aufgefüllt. Amundsens Bruder Leon kam an Bord, um die letzten Nachrichten an die Außenwelt entgegenzunehmen; darunter auch Mitteilungen an Nansen, den König von Norwegen, Håkon VII., sowie verschiedene Geldgeber und ein Telegramm an Scott, das Leon am 3. Oktober in Christiania aufgab und das Scott am 12. Oktober erreichte, als er in Melbourne vom Schiff ging. Anfang Oktober ging Leon zudem mit Amundsens Planänderung an die Öffentlichkeit. Am 9. September war alles für die Abfahrt bereit, und die Mannschaft versammelte sich auf Deck, wo Amundsen sie über seine Pläne informierte und jeden Mann einzeln um weitere Unterstützung bat – er erntete einstimmige Zustimmung. Gegen Abend brach man in Richtung Süden auf. Mit dem Ende der Ungewissheit besserte sich auch die Stimmung an Bord.
Der nächste Halt sollte eine norwegische Walfangstation auf den Kerguelen sein, doch aufgrund des schlechten Wetters Ende November konnte die Fram sich den Inseln nicht nähern. Ansonsten verlief die Fahrt ereignislos; die Männer studierten alle Bücher über vorhergehende Antarktisexpeditionen, die sie in der durch Geschenke gut ausgestatteten Bordbibliothek finden konnten. Am 1. Dezember gab Amundsen die Mitglieder der Landungsmannschaft bekannt – Prestrud, Johansen, Hanssen, Hassel, Wisting, Bjaaland, Stubberud und Lindstrøm sollten ihn begleiten. Am 1. Januar kam der erste Eisberg in Sicht, am Folgetag erreichte die Expedition den Drifteisgürtel, der sich um die Antarktis zieht und den die Fram dank Auswertung der Situation bei vergangenen Expeditionen leicht und binnen dreieinhalb Tagen queren konnte. Am 11. Januar wurde das Ross-Schelfeis gesichtet; drei Tage darauf wurde die Bucht der Wale erreicht.

### Ankunft und Depotanlage

Gruppenfoto der Expeditionsteilnehmer vor der Abreise in die Antarktis.

Nach der Ankunft am 14. Januar 1911 wurde die Fram am Eisfuß der Barriere festgemacht und Amundsen unternahm mit Nilsen, Prestrud und Stubberud einen ersten Erkundungsgang, um die Bedingungen zu erforschen und einen passenden Lagerplatz zu finden. Nachdem sie eine passende Senke gefunden hatten, bauten zwei Männer dort die Fertigteilhütte auf, während die übrigen Mitglieder der Küstengruppe ab dem 15. Januar die Hunde, deren Anzahl sich seit Norwegen durch 20 neu geborene Tiere von 96 auf 116 erhöht hatte, sowie Ausrüstung und Vorräte per Schlitten an Land brachten. Am 27. Januar war die Hütte fertig, gemeinsam mit dem umgebenden Zeltlager wurde sie später „Framheim“ getauft. Die Güter wurden 600 Meter entfernt in ein Depot eingelagert, dazu das Fleisch der erlegten Robben und Pinguine. Am 4. Februar kam die Terra Nova auf ihrem Rückweg zum McMurdo-Sund zu Besuch, nachdem sie ihr Ziel, Edward-VII-Land, nicht hatte anlaufen können. Sie brachte Nachrichten von Scott mit, unter anderem von seinen Motorschlitten. Sie bereiteten Amundsen Sorgen, bis er am Pol war, da er ihre Vorteile schlecht einschätzen konnte.
Am 10. Februar 1911 brachen Amundsen, Prestrud, Johansen und Hanssen mit drei Schlitten auf. Von den Männern lief, wie es üblich war, immer einer vor dem ersten Schlitten her, um die Hunde auf Kurs zu halten. Er wurde vom Fahrer des ersten Schlittens per Kompass gesteuert. Mit 18 Hunden brachen sie nach Süden auf, um die direkte Umgebung zu erkunden, die Ausrüstung und die Geschwindigkeit zu testen und teilweise bereits mit dem Südtransport der Güter zu beginnen. Am 14. Februar erreichten sie 80° S und lagerten die mitgeführten Vorräte – eine halbe Tonne Verpflegung – in ein Depot ein. Zwei Tage später kehrten sie nach Framheim zurück, von wo die Fram bereits abgefahren war. Auf der Fahrt stellte die Gruppe fest, dass die Barriere gut gangbar war und bei den gegebenen Wetterbedingungen mit den winterlichen Gegebenheiten in einigen Regionen Norwegens vergleichbar war. Allerdings wurden auch verschiedene Mängel an der Ausrüstung festgestellt, die die Norweger beheben mussten – die dringlichsten bis zur nächsten Fahrt, die weniger wichtigen über den Winter.
Am 22. Februar brach eine neue Gruppe auf, um weitere Depots anzulegen. Diesmal kamen alle acht Männer der Küstengruppe außer Lindström, dem Koch, mit; sie hatten sieben Schlitten und 42 Hunde. Am 27. Februar wurde das bereits angelegte Depot auf 80° Süd erreicht, am 3. März kam man bei 81° an, wo ein neues Depot mit einer halben Tonne Hundefutter angelegt wurde. Bjaaland, Hassel und Stubberud kehrten hier um. Bei 82° S, die man am 8. März erreichte, wurden weitere 680 Kilogramm Vorräte eingelagert, vor allem Hundefutter. Hier kehrte die Gruppe um, obwohl sie zunächst bis 83° hatte fahren wollen. Die Schlitten waren allerdings überladen und die lange Fahrt, der einbrechende Winter und die schwierige Oberfläche mit Neuschnee und Gletscherspalten erschöpften die Hunde so sehr, dass Amundsen sogar seinen Schlitten zurücklassen musste, als er am 10. März den Rückweg antrat. Insgesamt starben auf dieser Fahrt acht Hunde, wofür nach Amundsen hauptsächlich die Kälte ursächlich war. Unter den Männern herrschte ein gewisser Unfrieden. Am 22. März kehrte die Gruppe zurück nach Framheim.
Am 31. März brachen sieben Männer unter dem Kommando Johansens mit sechs Schlitten und 36 Hunden auf und kehrten am 11. April zurück. Auf dieser letzten Fahrt legten sie mit etwa 1200 Kilogramm Robbenfleisch auf 80° S ein Depot an, das nun über zwei Tonnen Vorräte enthielt.

### Winter

Plan des Winterlagers

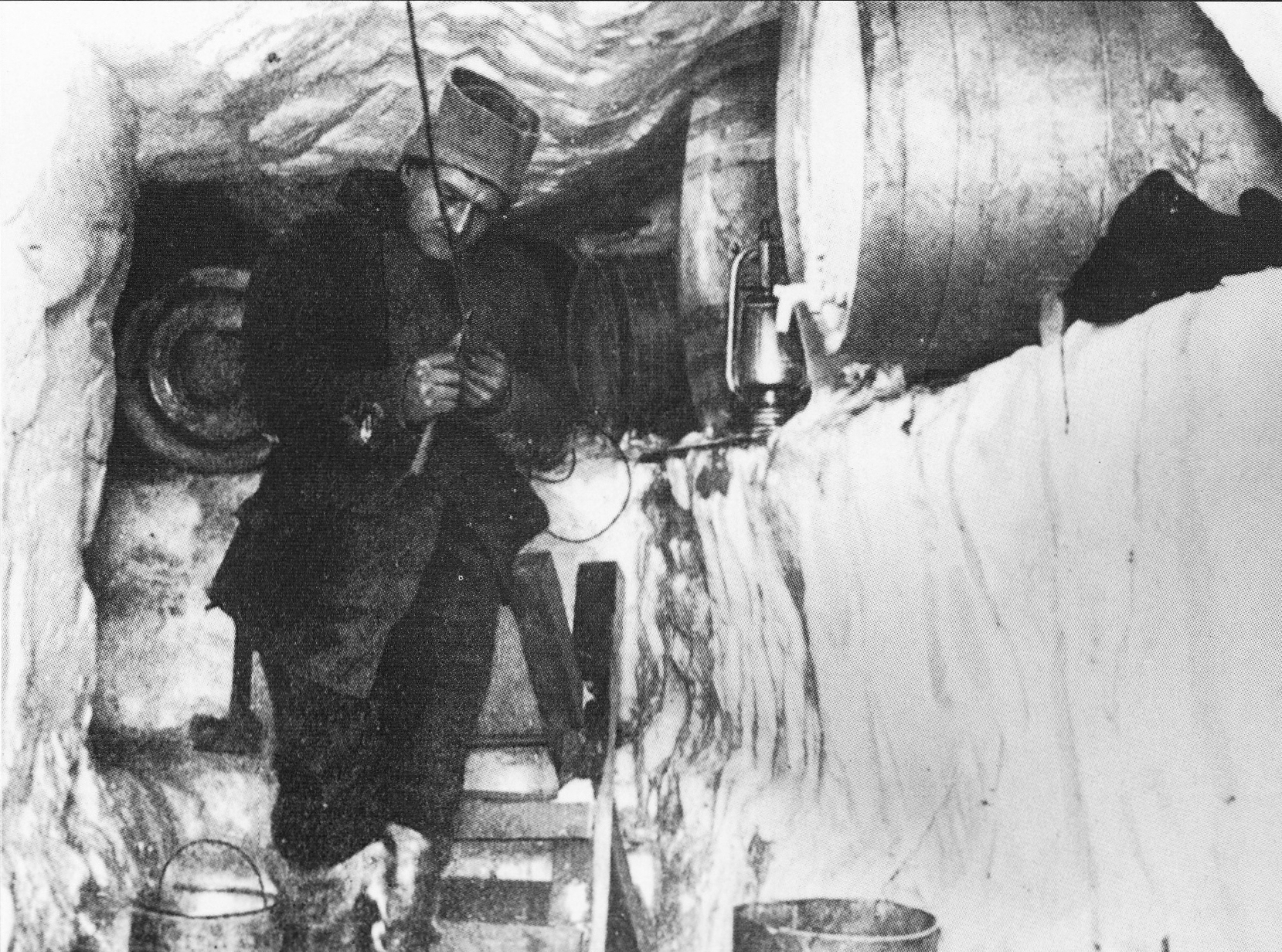
Das unterirdische Treibstofflager Framheims

Bis zum Wintereinbruch wurden große Mengen von Robben und Pinguinen erlegt, um den Winter gut zu überstehen; die 60 Tonnen Fleisch sollten für die Männer und die 110 Hunde ausreichen. Um möglichst selten ins Freie zu müssen, wurden die meisten Lagerräume durch ein Netz aus unterirdischen Kammern und Tunneln verbunden. In verschiedenen dieser Räume wurden außerdem unter anderem Werkstätten, eine Sauna und ein Observatorium eingerichtet.
Während des Winters passte man die auf den Depotfahrten ausprobierten Ausrüstungsgegenstände an, sowohl Schlitten als auch die persönliche Ausrüstung. Das Gewicht der Schlitten ließ sich von 50 auf 35 Kilogramm verringern. Skier, Schlittenkisten, Stiefel, Zelte und beinahe alle anderen Ausrüstungsgegenstände wurden überholt. In der verbleibenden Freizeit gab es Kurse, man las, spielte Darts oder Whist. Amundsen bezeichnet das Wetter als ausgezeichnet, mit Flauten oder leichten Brisen, während Scott stürmisches Wetter hatte, das ihn von seiner Arbeit abhielt. Ab Mitte August war das Ende der Arbeit abzusehen, ab dem 23. August standen die beladenen Schlitten, je 880 Pfund schwer, am Startplatz bereit.

### Die Fahrt zum Südpol

#### Ein Fehlstart
Amundsen war es wichtig, bald aufzubrechen; weil er die Motorschlitten der Briten fürchtete und einen möglichst großen Vorsprung gewinnen wollte, plante er, Framheim bereits am 24. August zu verlassen. Das war viel zu früh, da der südliche Frühling zu diesem Zeitpunkt kaum begonnen hatte. Bis Anfang September war die Temperatur so weit gestiegen, dass Amundsen beschloss, die Südreise zu beginnen. Am 8. September brachen nach einigen Verschiebungen wegen schlechten Wetters acht Männer mit sieben Schlitten und 90 Hunden auf; sie führten Vorräte für neunzig Tage mit sich. Man bemerkte jedoch bald, dass man zu früh aufgebrochen war – bereits drei Tage später fiel die Temperatur über Nacht um fast 30 °C auf −56 °C, den Hunden ging es zusehends schlechter. Amundsen beschloss, nur bis zum Depot auf 80° zu fahren, dort die mitgeführten Vorräte und Ausrüstungsgegenstände einzulagern und umzukehren. Das Depot wurde am 14. September erreicht. Auf dem Rückweg gingen viele Hunde verloren. Am Morgen des letzten Tages der Rückfahrt, dem 16. September, stieg die Temperatur wieder ein wenig, aber niemand wusste für wie lange; so ordnete Amundsen an, die Strecke ohne Pause zurückzulegen. Der Rückzug war vollkommen ungeordnet, die Schlitten hatten Abstände von bis zu achteinhalb Stunden, als sie zurückkehrten. Amundsen, Wisting und Hanssen hatten das beste Hundegespann für sich beansprucht und kamen als erste an, zwei Stunden später auch Bjaaland und Stubberud. Hassel, der wieder ein wenig später ankam, berichtete, dass Johansen und Prestrud ohne Nahrung und Heizmaterial noch auf der Barriere seien. Prestruds Hunde waren so schwach, dass er weit hinter die anderen zurückfiel. Als Johansen das merkte, wartete er auf ihn und rettete ihm vermutlich das Leben, indem er sich mit ihm nach Framheim zurückkämpfte, da Prestrud bereits sehr schwach war.
Als Amundsen Johansen am nächsten Morgen auf die Verspätung ansprach, konnte Johansen sich nicht mehr beherrschen und machte Amundsen schwere Vorwürfe, weil er die anderen Expeditionsmitglieder zurückgelassen hatte. Das Unternehmen sei „keine Expedition mehr, das ist reine Panik“, und er beschwerte sich offen über Amundsens Führung. Diese Kritik hatte ihre Gründe nicht nur in den Ereignissen des Vortages. Johansen war auch verbittert, weil er als älterer Mann Amundsen untergeordnet war. Zudem machte ihm der Alkoholentzug zu schaffen und er verglich Amundsen häufig mit Nansen, mit dem er in der Arktis gewesen war. Johansens Worte und seine Ansprüche waren eine Bedrohung für die Expedition, und so sah Amundsen sich gezwungen, ein Exempel zu statuieren – er isolierte Johansen und Prestrud von den übrigen Expeditionsmitgliedern, indem er seinen zuvor zweifach in einer Abstimmung abgelehnten Plan von einer zusätzlichen Gruppe wieder aufgriff.
Nur noch fünf Männer sollten jetzt in Richtung Süden fahren. Die übrigen drei – neben Johansen und Prestrud auch Stubberud – sollten unter der Führung Prestruds nach Osten nach Edward-VII-Land fahren und das Gebiet um die Bucht der Wale erforschen. Diese zusätzliche Expedition diente nicht nur als Strafe für Johansen, sondern auch als Absicherung – falls das eigentliche Expeditionsziel nicht erreicht wurde, wollte Amundsen dennoch Ergebnisse vorweisen können. Amundsen selbst begründete die Entscheidung damit, dass man mit einer kleineren Gruppe schneller vorankäme und die Depots an Wert steigen würden. Amundsen hatte Glück, dass er auf der Fahrt kein Expeditionsmitglied verlor. Er konnte sogar soweit profitieren, dass er erneut Materialschäden feststellen konnte und die eigentliche Polfahrt nicht mehr vom Konflikt mit Johansen belastet war.

#### Die Südreise
Erst Mitte Oktober 1911 begann der antarktische Frühling tatsächlich. Robben und Vögel wurden gesichtet, und die Temperatur blieb konstant zwischen −20 und −30 °C (der antarktische Küstenjahresdurchschnitt liegt bei −15 bis −10 °C).
Am 20. Oktober brach Roald Amundsen mit Bjaaland, Hanssen, Hassel und Wisting zu seinem zweiten Versuch auf. Die Männer hatten vier Schlitten und 52 Hunde, die mitgeführten Vorräte reichten nur bis 80° Süd, wo das erste Depot wartete. Auf dem Weg dorthin gerieten sie in ein Feld aus Gletscherspalten, das sie jedoch unbeschadet durchqueren konnten. Das Depot erreichten sie am 23. Oktober; hier legten sie eine zweitägige Pause ein, um die Hunde nicht bereits auf dem ersten Teil der Reise zu überanstrengen. Am 26. Oktober brach die Gruppe wieder auf, von hier an errichtete sie Schneebaken, um auf der Rückreise den Weg zu finden. Diese Baken waren 180 Zentimeter hoch und bestanden aus Schneeblöcken. Im Inneren befand sich ein Stück Papier, das die Nummer und die Position der Bake sowie die Richtung und Entfernung der nächsten Bake im Norden angab. Am 31. Oktober wurde das Depot auf 81° Süd erreicht, wo die Männer erneut einen Tag rasteten, bevor sie am 5. November 82° Süd erreichten, nachdem sie einige Tage zuvor erneut unbeschadet ein Feld von Eisspalten in dichtem Nebel durchquert hatten. Am 7. November brachen sie wieder auf; vor ihnen lag bis dahin unbekanntes Terrain. Das Wetter war gut, und so kamen sie ausgezeichnet voran. Am 9. November wurden 83° erreicht, wo ein Depot angelegt wurde, um das Gewicht der Schlitten zu verringern und die Versorgung auf der Rückfahrt zu gewährleisten. So verfuhren die Männer bei jedem weiteren Breitengrad, solange sie sich noch auf dem Schelfeis befanden. Hunde, die unterwegs getötet wurden, wurden für den Rückweg in den Depots „tiefgekühlt“. 84° wurden am 13. und 85° am 16. November erreicht. Am 11. November sichtete Amundsen die Gebirgskette, die er „Königin-Helena-Kette“ taufte; damit wurde ein Aufstieg unumgänglich. Amundsen musste schnell einen Weg über diese Berge finden, zunächst aber beschloss er, dem Meridian weiter nach Süden zu folgen.
Am 17. November erreichten die Norweger das Ende der Barriere und damit die Ausläufer des Transantarktischen Gebirges, nachdem sie zuvor schon einige Tage lang parallel zum Land gefahren waren. Hier wartete das erste große Problem der Südreise: einen Aufstieg durch die Berge auf das Polarplateau zu finden. Niemand war zuvor an diesem Ort des Übergangs zwischen Barriere und Festland gewesen, und so musste Amundsen sich auf sein Glück verlassen – er schlug eine Route ein, die ihm aus nicht mehr zu klärenden Gründen vielversprechend schien.
Bevor der Aufstieg am folgenden Tag begann, richtete Amundsen ein weiteres Depot ein, in das er ein Drittel der Vorräte einlagerte, die insgesamt für 90 Tage genügen sollten, und erforschte mit Bjaaland, Wisting und Hassel den Beginn der geplanten Strecke. Der erste Tag am sogenannten „Mount Betty“ brachte einen Aufstieg von 600 Metern mit sich, der zunächst über einige Hänge und Gletscher führte. Am Abend des zweiten Tages kampierten die Männer auf einer Höhe von 1390 Metern über dem Meer; das schwerste Stück schienen sie hinter sich zu haben. Am 20. November stießen sie jedoch auf einen „riesigen, mächtigen, absolut fjordähnlichen Gletscher von Ost nach West“, der quer zu ihrer Laufrichtung lag – den Axel-Heiberg-Gletscher. Sie benannten ihn nach Axel Heiberg, einem Mäzen vieler norwegischer Polarexpeditionen. Amundsen stellte fest, dass der erwartete leichte Weg nach oben ein Irrtum gewesen war, denn der Gletscher steigt auf knapp 13 Kilometern um über 2500 Meter und ist voller Gletscherspalten. Um keine Zeit zu verlieren und seine Leute nicht zu demoralisieren, beschloss Amundsen, den Gletscher dennoch in Angriff zu nehmen.
In den folgenden Tagen wurden neben dem Gletscher auch viele Berge benannt, etwa nach Fridtjof Nansen, Don Pedro Christophersen oder Mitgliedern der Südgruppe. Nach insgesamt nur vier Tagen mühsamer Kletterei – Amundsen hatte mit etwa zehn Tagen gerechnet – erreichte die Gruppe das Polarplateau, wo sie an einem Platz lagerte, der „Metzgerei“ getauft wurde, da hier 24 der 42 verbliebenen Hunde getötet wurden. Der Aufstieg, wo oft ein Dutzend Hunde vor einen Schlitten gespannt werden musste, war vollbracht, und die Hunde wurden nicht mehr gebraucht. Sie wurden entweder an ihre Artgenossen verfüttert oder von den Männern gegessen, um durch das frische Fleisch Skorbut zu vermeiden. Von hier aus fuhr man mit den verbliebenen 18 Hunden und drei Schlitten weiter. Die Rationen reichten jetzt wegen der verringerten Anzahl der Hunde für 60 Tage.
Am 25. November brachen die Männer nach vier Tagen Aufenthalts trotz schlechten Wetters wieder auf und sahen sich bereits am folgenden Tag einem Schneesturm ausgesetzt. Trotz der geringen Sicht fuhren sie weiter, bis sie entgegen ihren Erwartungen feststellten, dass sich das Terrain abwärts neigte. Als sich das Wetter am 29. November aufhellte, sahen sie einen großen Gletscher vor sich, der von Süden nach Norden verlief; am Folgetag begann die Gruppe den Aufstieg, nachdem am Fuß bei 86° 21′ ein Depot angelegt worden war, um die Schlitten zu erleichtern. Der Gletscher wurde „Teufelsgletscher“ getauft, da er eine sehr zerklüftete und schwer begehbare Oberfläche hatte. Am 1. Dezember kamen die Norweger nach einem schwierigen Aufstieg im Nebel mit vielen Gletscherspalten an der Spitze des Gletschers an, wo sie ein vereistes Plateau erwartete, das Amundsen wie folgt beschreibt: „Unser Marsch über diesen gefrorenen See war nicht angenehm. Der Boden unter unseren Füßen war offensichtlich hohl, und es klang, als ob wir über leere Fässer gingen. Erst brach ein Mann ein, dann ein paar Hunde; doch sie kamen alle wieder hoch.“ Die Männer nannten diesen Ort „des Teufels Ballsaal“. Am 6. Dezember war der höchste Punkt der Reise erreicht – 3322 Meter über dem Meer. Am selben Tag erreichte man 88° Süd. Von nun an führte die Fahrt über eine Ebene. Auf 88° 25′, kurz hinter Shackletons Südrekord, wurde ein letztes Depot angelegt.
Am 8. Dezember besserte sich das Wetter, das seit der „Metzgerei“ schlecht gewesen war, und blieb bis zum Pol gut. Am Nachmittag des 13. Dezember war das Ziel der Fahrt erreicht, so genau jedenfalls, wie es die Männer zu diesem Zeitpunkt feststellen konnten. Nach der Ankunft pflanzten sie die norwegische Flagge und benannten das Plateau nach dem norwegischen König und Gönner der Expedition „Haakon-VII.-Plateau“. Außerdem wurden Exkursionen in die Umgebung des Lagers gemacht, um möglichst nahe an den Pol zu gelangen, denn abendliche Messungen mit Sextant und künstlichem Horizont hatten eine Position von 89° 55′ ergeben. Um weitere Messungen vorzunehmen und das Ergebnis gegen eventuelle spätere Zweifel zu sichern, legte die Gruppe weitere neun Kilometer in die Richtung zurück, die die Messungen als Süden indiziert hatten, und kampierte am 14. Dezember bei bestem Wetter. Daraufhin wurden 24 Stunden lang in stündlichem Abstand Messungen vorgenommen. Viele Ausrüstungsgegenstände wurden mit dem Wort „Südpol“ und dem Datum versehen, um als Souvenir zu dienen. Bei den Messungen im Laufe des Tages stellte sich heraus, dass man trotzdem noch etwa zweieinhalb Kilometer vom Pol entfernt war – Bjaaland und Hanssen wurden von Amundsen in die entsprechende Richtung geschickt und markierten den Ort mit Fähnchen, den die Norweger letztendlich auf etwa 180 Meter genau bestimmt hatten.

#### Die Rückfahrt

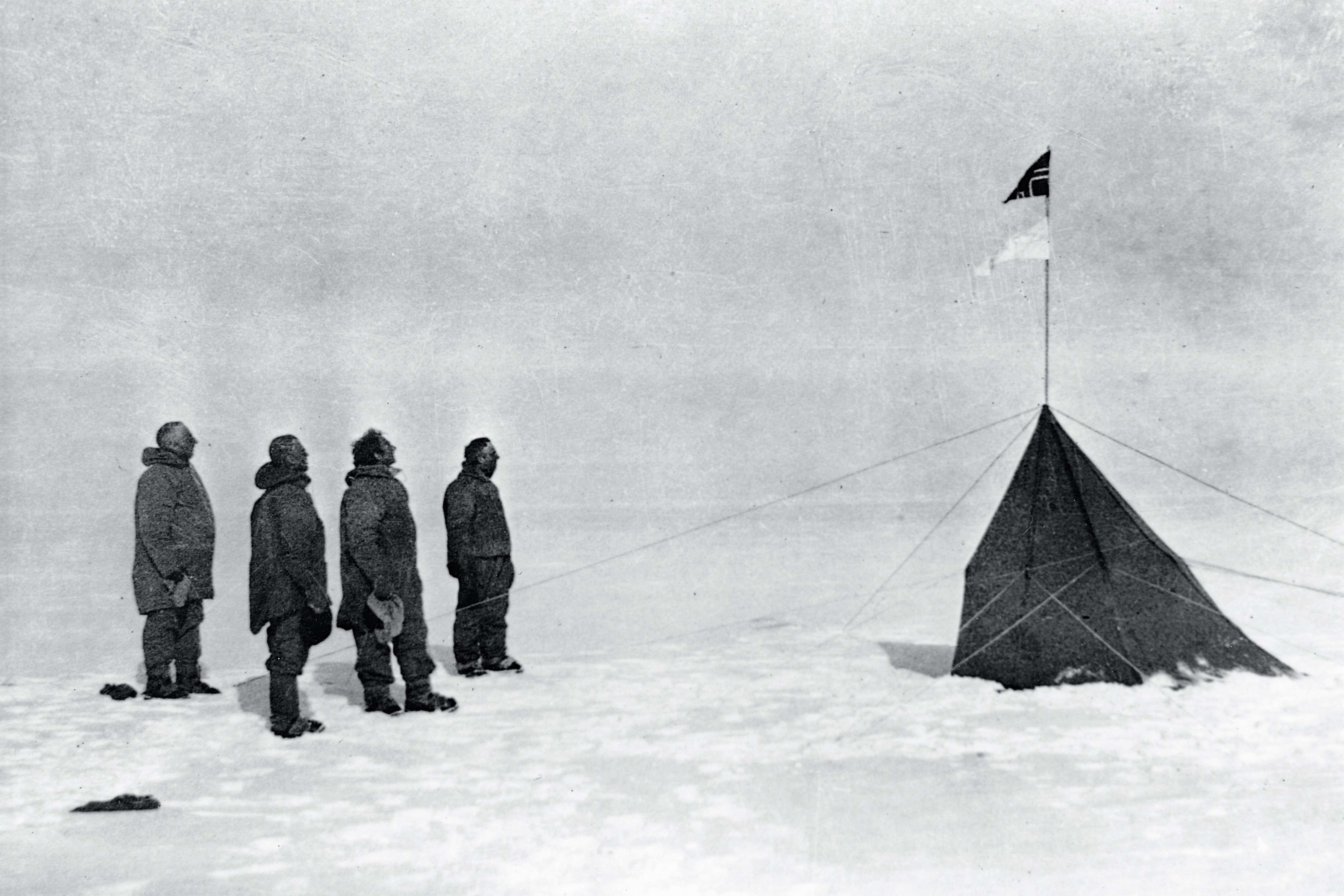
Amundsen (links) und seine Begleiter Wisting, Hassel und Hanssen in Polheim im Dezember 1911. Fotograf war Olav Bjaaland.

Vor dem Aufbruch am 18. Dezember stellte die Gruppe ein mittlerweile überflüssig gewordenes Ersatzzelt auf, über dem sie die norwegische Flagge und den Wimpel der Fram pflanzte. Im Zelt ließ Amundsen neben einigen Ausrüstungsgegenständen einen Brief an den norwegischen König Haakon VII. zurück, damit Scott oder spätere Expeditionen ihn im Falle von Amundsens Tod auf dem Rückweg zurück nach Europa bringen konnten. Laut Raymond Priestley wurde Scott dadurch von Amundsen „vom Forscher zum Briefträger degradiert“. Das Lager erhielt den Namen Polheim. Auf dem Weg dorthin hatte die Polargruppe 1400 Kilometer zurückgelegt und damit eine durchschnittliche Tagesstrecke von 25 Kilometern erreicht. Ein Schlitten wurde zurückgelassen und die verbliebenen sechzehn Hunde wurden auf die übrigen zwei Schlitten aufgeteilt. Am 24. Dezember erreichte man das erste Depot auf 88° 25′, zwei Tage darauf wurde der 88. Breitengrad gekreuzt.
Am 2. Januar kamen die Norweger zum Teufelsgletscher; indem sie einen anderen Weg fanden, kamen sie in nur einem Tag und ohne Schwierigkeiten bis zum Fuß des Gletschers. Das dortige Depot wurde zunächst ausgelassen. Amundsen begründet das mit schlechtem Wetter, Huntford jedoch führt an, dass Amundsen auf diesem Teil der Rückreise durch einen Berechnungsfehler die Orientierung verloren habe. Als sich der Nebel wenig später lichtete und ein Mitglied der Gruppe das Depot erkannte, kehrten zwei Mann zurück und holten die dortigen Vorräte. Am 5. Januar sollte die Gruppe das Depot an der „Metzgerei“ erreichen, doch im Nebel fanden sie es nur durch pures Glück, da Wisting einen abgebrochenen Ski in der Nähe in den Schnee gesteckt hatte. Der Ort war nicht nur wegen der Vorräte wichtig, sondern auch, um den Abstieg auf die Barriere wiederzufinden.
Die Norweger nahmen zunächst denselben Weg wie beim Aufstieg und folgten dann dem Axel-Heiberg-Gletscher bis zu seinem Zusammenfluss mit der Schelfeistafel. Die Distanz war zwar länger, sie konnten aber beträchtlich Zeit sparen. Am 7. Januar war der Fuß des Gletschers und damit das Ross-Schelfeis erreicht, nachdem die Gruppe 51 Tage lang auf dem Festland gewesen war. Man sammelte am Mount Betty einige geologische Proben, legte ein Depot mit 17 Litern Brennsprit an, zum Zeichen, dass Menschen da gewesen waren, und wandte sich dann wieder nach Norden. Von nun an mussten die Männer auf der glatten Oberfläche der Barriere keine Kräfte mehr sparen und begannen zu sprinten. Am 13. Januar wurde das Depot auf 83° Süd erreicht, das den letzten kritischen Punkt darstellte, da es im Gegensatz zu allen nördlicheren Lagern nicht senkrecht zur Nord-Süd-Achse markiert war. Am 17. Januar wurde das Depot auf 82° erreicht. Am 26. Januar 1912 kehrte man zurück nach Framheim, elf Hunde hatten die Reise überlebt. Auf der Rückreise waren im Schnitt 36 Kilometer pro Tag zurückgelegt worden, insgesamt war man 99 Tage lang gefahren und hatte über 3000 Kilometer zurückgelegt.

### Ostreise
Die Ostreise nach Edward-VII-Land wurde laut Amundsen zusätzlich unternommen, da die Terra-Nova-Expedition die geplante Reise dorthin im vorigen Sommer nicht hatte unternehmen können. Weitere Gründe waren allerdings die Absicherung, falls Amundsen den Pol nicht als Erster erreichen sollte, und die Bestrafung Johansens (siehe oben). Prestrud, der Anführer der Gruppe, schreibt:

„Meine Anweisungen lauteten:
1. Nach Edward-VII-Land zu fahren und dort an Forschung auszuführen, was Zeit und Umstände ermöglichten.
2. Die Bucht der Wale und ihre unmittelbare Umgebung zu erforschen und zu kartieren.
3. Die Station in Framheim so weit wie möglich in Ordnung zu halten, falls wir gezwungen sein sollten, einen weiteren Winter dort zu verbringen.“

Die Gruppe – bestehend aus Prestrud, Johansen und Stubberud – sollte nach Framheim zurückkehren, bevor die Fram realistisch zurückerwartet werden konnte, den Überlegungen Prestruds nach Mitte Januar. Daraufhin beschloss er, die Ostreise bis Weihnachten 1911 hinter sich zu bringen und die Arbeiten um Framheim in der ersten Januarhälfte zu erledigen. Die Dauer der Ostreise wurde auf sechs Wochen beschränkt, da man nur zwei Schlitten und sechzehn Hunde hatte, um die Ausrüstung und Vorräte zu transportieren, und nicht auf Depots zurückgreifen konnte. Am 8. November brach man auf; das erste Ziel war das Depot auf 80° Süd. Dies war zwar ein Umweg, da dort aber im September alle Vorräte, ein Großteil der persönlichen Ausrüstungsgegenstände und verschiedene Instrumente eingelagert worden waren, war er nötig. Das Depot wurde am 12. November erreicht, woraufhin die dort eingelagerten Güter aufgenommen wurden, darunter ein Theodolit, ein Hypsometer, zwei Barometer, zwei Thermometer und eine Kamera, insgesamt etwa 300 Kilogramm pro Schlitten.
Am 16. November wurde der 158. Meridian erreicht. Bis dahin war kein Land gesichtet worden, womit die frühere Vermutung widerlegt war, dass sich Edward-VII-Land so weit nach Süden erstreckte. Um dennoch Land zu erreichen und weil man nicht die Mittel hatte, um es weiter im Osten zu suchen, wandte sich die Gruppe hier nach Norden. Auf der Reise wurden astronomische Beobachtungen gemacht, außerdem wurden täglich der Luftdruck, die Temperatur, die Windstärke und -richtung sowie die Wolkenmenge gemessen und notiert. Am 23. November erreichte man die offene See, wo zur Aufbesserung der Vorräte einige Robben gejagt wurden, deren Fleisch teilweise in ein Depot eingelagert wurde. Die Norweger fuhren weiter nach Nordosten und stießen auf einen Anstieg, der am 28. November auf etwa 300 Metern in ein Plateau überging. Nach einigen weiteren Messungen am Rand der Schelfeistafel wandte sich die Gruppe nach Osten, um die zwei einer Landmasse zugehörigen Gipfel zu untersuchen, die mittlerweile am Horizont aufgetaucht waren und die Scott bereits 1902 von Bord der Discovery aus entdeckt und beschrieben hatte. Im Laufe des 3. Dezembers erreichten die Männer den Fuß des westlicheren dieser Berge. Zunächst wollten sie die Gipfel ersteigen, doch das Wetter war zu schlecht. Nachdem es ein wenig aufgeklart hatte, brachen sie zum näheren dieser Hügel auf, dessen Gipfel 510 Meter über dem Meeresspiegel lag, und bestiegen ihn. An der Nordseite des benachbarten Hügels entdeckten sie schneefreien Fels, nahmen geologische Proben, darunter auch solche, die moosbedeckt waren. Auf dem Rückweg ins Lager geriet die Gruppe beinahe in einen Schneesturm, der sie erreichte, als sie wieder im Zelt war, und verhinderte, dass die Gruppe noch weiter nach Osten fuhr, wie es geplant gewesen war, da sie bis zum 8. Dezember im Zelt festsaß. Da die Vorräte nach dem Schneesturm nur noch für eine Woche ausreichten, mussten die Männer am 9. Dezember umkehren, um Framheim mithilfe des Robbenfleischdepots noch erreichen zu können. Am 16. Dezember kehrten sie in ihre Basis zurück.
Zwei Tage später brach die Gruppe wieder auf, nachdem sie neue Vorräte aufgenommen und einige kleine Reparaturen vorgenommen hatte. Die Männer machten eine fünftägige Fahrt, um den langen östlichen Arm der Bucht der Wale zu erforschen, wo zuvor große Unregelmäßigkeiten in der Eisoberfläche beobachtet worden waren. Am 23. Dezember waren sie zurück in Framheim. Am 1. Januar brachen die Männer zu ihrer letzten Fahrt auf, um die südwestliche Ecke der Bucht der Wale zu erforschen. Als man am 11. Januar wieder heimkehrte, lag die Fram bereits seit zwei Tagen wieder vor Anker. Ein paar Tage wurden noch mit Exploration und Kartierung verbracht, außerdem machten einige Männer einen Besuch auf der Kainan Maru, einem japanischen Forschungsschiff, das unter Nobu Shirase den östlichen Teil des Rossmeers erforschte.

### Zwischenzeitliche Fahrten derFram

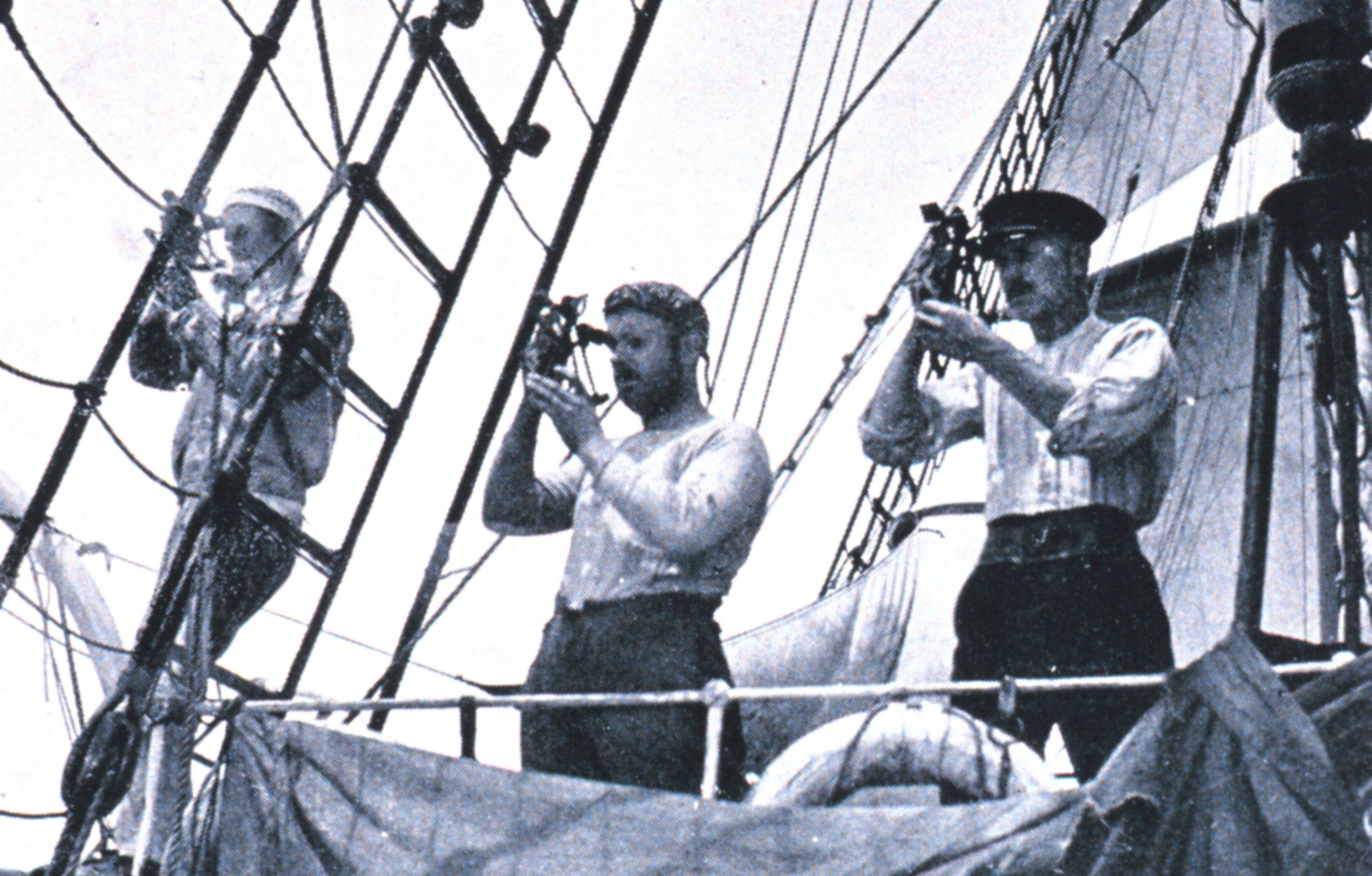
Eine Observation an Bord der Fram

Nachdem die Fahrt von Norwegen in die Antarktis (siehe oben) beendet war, ging Amundsen in der Bucht der Wale von Bord und die Fram kam unter das Kommando des Stellvertreters Amundsens, Thorvald Nilsens. Seine Anweisungen lauteten, direkt nach Buenos Aires zu segeln, wo die notwendigen Reparaturen ausgeführt und die Vorräte sowie die Mannschaft ergänzt werden sollten. Daraufhin sollte die Fram im südlichen Atlantik zwischen Afrika und Südamerika ozeanografische Messungen vornehmen und nach Buenos Aires zurückkehren, von wo aus er in die Antarktis zurückkehren sollte, um die Küstengruppe wieder abzuholen. Falls Amundsen etwas zustoßen sollte, war es geplant, dass Nilsen seine Stelle übernehmen und den Originalplan der Expedition, die Erforschung des Nordpolarbeckens, durchführen würde.
Bevor die Fram am 15. Februar die Bucht der Wale endgültig verließ, fuhr sie so weit wie möglich in die Bucht hinein und erreichte 78° 41′ S., die südlichste Breite, die ein Schiff bis dahin erreichen konnte. Am 22. Februar wurde der Drifteisgürtel erreicht, der in nur einem Tag durchquert wurde. Am 14. März wurde der letzte Eisberg gesichtet, am 31. kreuzte man Kap Hoorn. Am 17. April ankerte die Fram nach 62 Tagen Fahrt in Buenos Aires. Dort stellte sich heraus, dass das Geld, das Nilsen zur Verfügung stehen sollte, niemals abgeschickt worden war, aus dem einfachen Grund, dass keines da war. Somit konnte die Überholung der Fram nicht bezahlt werden, die sie dringend benötigte. Der in Buenos Aires ansässige Norweger Don Pedro Christophersen, der ursprünglich die Vorräte und den Treibstoff hatte bezahlen wollen, erklärte sich jedoch bereit, die Überholungskosten zu übernehmen. Er versprach weiterhin, eine Rettungsexpedition zu senden, sollte die Fram bis zu einem gewissen Datum nicht nach Australien zurückkehren. Nachdem einige zusätzliche Seeleute engagiert worden waren, brach die Fram am 8. Juni zu der dreimonatigen Vermessungsfahrt auf, auf der vom Ozeanografen Alexander Kutschin an 60 Stationen Temperatur und Salinität in unterschiedlichen Wassertiefen gemessen wurden. Insgesamt wurden 891 Wasser- und 189 Planktonproben genommen. Am 30. Juni kreuzte das Schiff seinen Kurs von Norwegen in die Antarktis und vollendete damit seine erste Weltumsegelung. Die Inseln St. Helena und Trindade wurden am 29. Juli bzw. am 12. August passiert. Am 19. August waren die Untersuchungen beendet und man fuhr zurück nach Buenos Aires, wo man am 1. September ankerte.
Am 5. Oktober lief das Schiff wieder aus Buenos Aires aus. Am 28. Dezember stießen die Norweger auf den Drifteisgürtel – eineinhalb Breitengrade früher als erwartet. Die Fram erreichte die Barriere schließlich am 8. Januar; damit war eine Reise von 25.000 Seemeilen abgeschlossen.

### Ende der Expedition

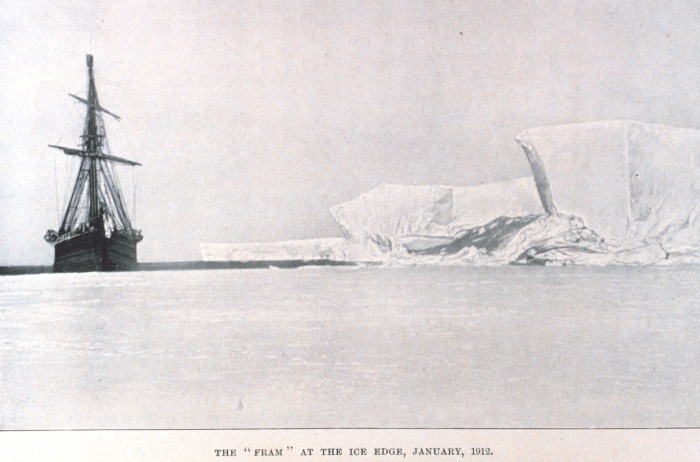
Die Fram im Januar 1912 in der Bucht der Wale

Die Fram kehrte am 9. Januar 1912 in die Bucht der Wale zurück, am 30. Januar ging Amundsen an Bord und die Expedition brach zur knapp 4500 Kilometer langen Fahrt nach Hobart auf. Man nahm nur die Hunde und wertvolle Ausrüstungsgegenstände mit, da Amundsen annahm, Scott sei noch im Rennen (in Wirklichkeit befand er sich noch auf dem Polarplateau). Es wurde als ein Teilaspekt des Sieges betrachtet, als erster mit den Meldungen an die Öffentlichkeit zu gehen.
Man folgte einem nördlichen Kurs, bis man Kap Adare und die Balleny-Inseln erreicht hatte, und daraufhin einem nordwestlichen Kurs. Drei Tage nach dem Aufbruch stieß die Fram auf den Rand des Drifteisgürtels, der am 6. Februar durchquert war. Drei Tage später hatte sie die Polarregion verlassen, am 7. März kam sie in Hobart an. Von dort sandte Amundsen ein verschlüsseltes Telegramm an seinen Bruder Leon, um die vor der Expedition an ausgewählte Zeitungen verkauften Exklusivrechte zu wahren. Der dekodierte Text lautete „Pol erreicht 14.–17. Dezember. Alle wohlauf.“
Die Fram blieb 13 Tage in Hobart, bevor sie am 20. März wieder in Richtung Osten aufbrach. Am 6. Mai wurde Kap Hoorn zum zweiten Mal gekreuzt, bevor das Schiff am 23. Mai in Buenos Aires vor Anker ging. Am 7. Juni schifften sich alle Mitglieder der Expedition außer Amundsen und Nilsen nach Norwegen ein. Die meisten hatten eingewilligt, Amundsen auf dem zweiten Teil der Expedition erneut zu begleiten, der 1918 realisiert wurde. Amundsen selbst kehrte am 31. Juli inkognito nach Norwegen zurück.

## Erfolge, Nachwirkungen und Kritik

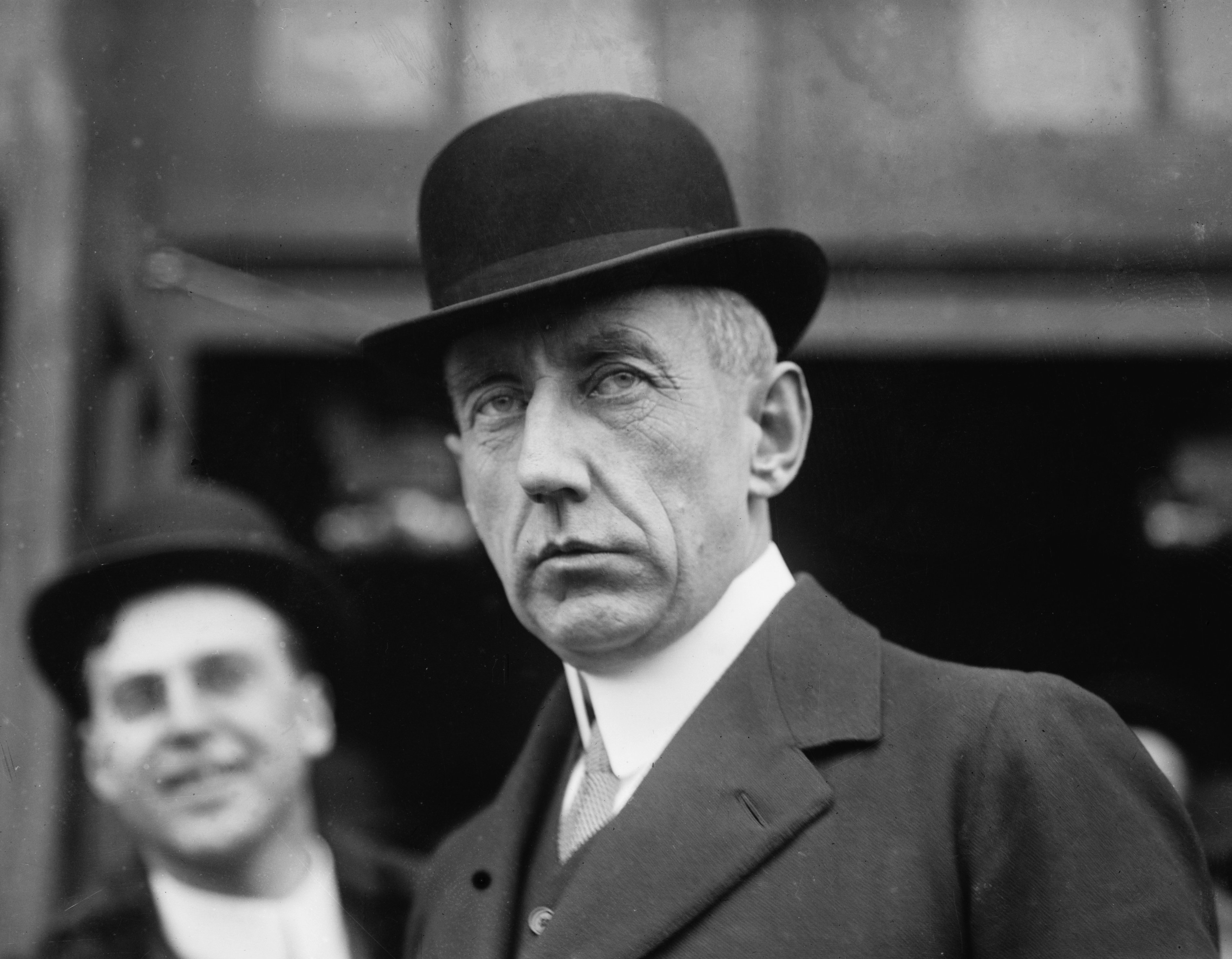
Amundsen 1913

Der Haupterfolg der Expedition ist die Ersterreichung des Südpols, die auch explizites Ziel war. Weiterhin wurden die Ausmaße und der Oberflächencharakter des Ross-Schelfeises bestimmt und eine Landverbindung zwischen Viktorialand und Edward-VII-Land bestätigt. Die Ostreise nach Edward-VII-Land bestätigte Scotts Entdeckung von der Discovery-Expedition und brachte Gesteinsproben zurück, mit deren Hilfe und derer der Steine Amundsens die von Scott und Shackleton ermittelte geologische Zusammensetzung der Regionen bestätigt werden konnte. Diese Gruppe erforschte auch die Umgebung der Bucht der Wale und erlangte einige Ergebnisse über die Bildung von Gletscherspalten und den Übergang zwischen Schelf- und Meereis. Die meteorologischen Messdaten waren eine wertvolle Ergänzung zu den gleichzeitigen Aufzeichnungen anderer Expeditionen. Amundsens ozeanografische Daten erwiesen sich als „wertvolles Vergleichsmaterial“ zum Studium des Strömungssystems im Atlantik und der Wärmeverteilung im Wasser.
Weiterhin wurden wichtige Informationen über die Konstruktion des Polarplateaus erlangt.
In einem Brief an König Haakon beschreibt Amundsen kurz die geografischen Entdeckungen: „Majestät, wir haben den südlichen Punkt der großen „Ross-Eisbarriere“ bestimmt sowie die Verbindung von Viktoria-Land und King-Edward-VII-Land. Wir haben eine mächtige Gebirgskette mit Gipfeln bis zu 22.000 Fuß entdeckt […] Wir haben festgestellt, dass das große Inlandplateau […] langsam vom 89. Breitengrad an abfällt […].“ Die Berge, die die Norweger entdeckten, sind allerdings etwa um ein Drittel niedriger.
Amundsen konnte durch seinen Erfolg die Kritik an seinem eigenmächtigen Vorgehen beschwichtigen. Allerdings wurde die Fahrt teilweise auch als politische Dummheit betrachtet, die die Beziehungen zur Schutzmacht Großbritannien hätten verschlechtern können. Das Klima in England verschlechterte sich auch tatsächlich, die Missstimmung war allerdings eher gegen Amundsen persönlich als gegen Norwegen gerichtet. Die Kritik an Amundsen legte sich zunächst wieder. Nachdem jedoch am 11. Februar 1913 die Nachricht von Scotts Tod bekannt worden war, wurde Amundsen aus England beschuldigt, eine Mitverantwortung zu tragen, da Scott die Niederlage das Herz gebrochen habe.
Johansen beging am 4. Januar 1913 in Oslo Selbstmord; seine Freunde warfen Amundsen vor, daran mitschuldig zu sein. Huntford schreibt, dass die Demütigung in der Antarktis der letzte Auslöser gewesen sei, Nansen aber Mitschuld trage, da er Johansen nach dem Ende ihrer gemeinsamen Expedition sich selbst überlassen habe.
Zu seiner langgeplanten siebenjährigen Drift durch die arktischen Gewässer, dem zweiten Teil der Fram-Expedition, brach Amundsen im Juli 1918 auf, wenn auch mit einem anderen Schiff, der Maud.

## Kulturelle Rezeption
- Der tschechische Komponist Miroslav Srnka hat gemeinsam mit dem australischen Schriftsteller Tom Holloway mit South Pole eine Oper rund um die Entdeckung des Südpols geschaffen. Am 31. Januar 2016 fand die Uraufführung des Werks an der Bayerischen Staatsoper unter der musikalischen Leitung von Kirill Petrenko statt.